# Ковалёв, Михаил Ильич
Михаил Ильич Ковалёв — советский военный и политический деятель.

## Биография
Родился в 1918 году в селе Ново-Николаевка. Член КПСС.
Окончил исторический факультет Московского государственного педагогического университета.
Участник Великой Отечественной войны: командир разведывательно-диверсионной группы разведотдела штаба Калининского фронта.
До марта 1943 года с группой четыре раза выполнял спецзадания в тылу врага. 10 апреля 1943 года в качестве командира группы численностью 8 человек был десантирован в районе озера Нарочь севернее белорусского города Вилейки. Группа Ковалева совершила в тылу противника 8 крупных диверсионных актов, в том числе уничтожение немецкой автоколонны с ликвидацией 64 немецких солдат и офицеров и захватом документации, три пуска военных эшелонов под откос, повлекших уничтожение 20 вагонов с боеприпасами, 5 вагонов с мотоциклов со множественными потерями со стороны немцев, а также 10 подрывов железнодорожного полотна.
В 1947—1958 гг. — первый секретарь Молотовского района ВЛКСМ города Москвы, второй секретарь Московского горкома ВЛКСМ, дипломатический работник в системе МИД СССР.
В 1958—1988 гг. — ответственный работник аппарата ЦК КПСС.
С 1988 г. — персональный пенсионер союзного значения.
Умер в 1992 году в Москве.

## Награды
- Орден Ленина (21.11.1944)
- Орден Красного Знамени (04.02.1944)
- Орден Отечественной войны II степени
- Орден Красной Звезды (05.01.1943)
- Орден Дружбы народов
- Орден Знак Почёта (трижды, в том числе 28.10.1948)